# Heli (socken i Kina)
Heli (kinesiska: 合利, 合利乡) är en socken i Kina. Den ligger i provinsen Jiangsu, i den östra delen av landet, omkring 220 kilometer nordost om provinshuvudstaden Nanjing.
Genomsnittlig årsnederbörd är 1 005 millimeter. Den regnigaste månaden är juli, med i genomsnitt 252 mm nederbörd, och den torraste är december, med 20 mm nederbörd.